# Naomi Ruele
Naomi Ruele (sinh ngày 13 tháng 1 năm 1997) là một vận động viên bơi lội Botswana. Cô đã tham gia cuộc thi tự do 50 mét dành cho nữ tại Thế vận hội Mùa hè 2016, nơi cô xếp hạng # 47 với thời gian 26,23 giây. Cô cũng bơi cho Đại học Quốc tế Florida, và đã được vinh danh là vận động viên bơi lội của Hội nghị Hoa Kỳ 2015/16 trong năm.

## Đầu đời
Naomi Ruele sinh ngày 13 tháng 1 năm 1997 tại Gaborone, Botswana. Cô theo học trường Maru a Pula.

## Sự nghiệp bơi lội
Cô là vận động viên bơi lội Motswana đầu tiên đủ điều kiện tham gia Thế vận hội Olympic trẻ, thi đấu tại Nam Kinh, Trung Quốc, vào năm 2014 trong 50 mét bơi ngửa nữ và ngửa 100 mét. Cô đã hoàn thành thứ ba trong 100 mét với thời gian cá nhân tốt nhất mới được thiết lập là 1:40:2. Dựa trên thời gian của cô, cô không đủ điều kiện cho vòng bán kết. Cô đã bơi trong sức nóng thứ hai của cuộc thi 50 mét, kết thúc với thời gian 29,86 giây, một nơi ngoài vòng loại cho vòng bán kết vì thời gian của cô chậm hơn 0,02 giây so với người bơi ở vị trí thứ 16.
Ruele đã giành được huy chương đồng thi đấu trong cú ngửa 50 mét tại giải vô địch bơi lội Nam Phi năm 2014, cũng đứng thứ năm trong cú ngửa 100 mét. Cô đặt mức tốt nhất cá nhân là 27,42 giây và 1:01:81 ở chế độ tự do 50 mét và 100 mét tương ứng. Khi theo học tại Đại học Quốc tế Florida, cô đã được vinh danh là vận động viên bơi lội của Hội nghị Hoa Kỳ 2015/16 sau khi kết thúc ở vị trí đầu tiên ở nội dung 50 mét tự do 12 lần. Tại giải vô địch Hội nghị Hoa Kỳ, cô đã ghi được thời gian 22,33 giây trong vòng sơ khảo và lập kỷ lục 22,23 giây trong trận chung kết. Cô đã bơi trong sáu cuộc thi nữa tại giải vô địch, ba cá nhân và bốn là một phần của đội tiếp sức. Cô đã giành được mỗi lần, với tổng số bảy huy chương vàng, lập thêm hai kỷ lục cho Đại học của mình ở nội dung 100 mét tự do và tiếp sức tự do 200 mét.

### Thế vận hội
Ruele đủ điều kiện tham dự Thế vận hội Mùa hè 2016 tại Rio de Janeiro tại cuộc họp bơi tại Viện Công nghệ Georgia vào ngày 20 tháng 3 năm 2016; cô ấy ghi lại thời gian 26,07 giây. Buổi biểu diễn này đã đưa cô vào trong thời gian vòng loại "B" 26,17, và cô nhận được một lá thư vào ngày 8 tháng 7 nói rằng cô đã được chọn để đại diện cho Botswana. Nó đánh dấu lần đầu tiên Botswana chọn nhiều vận động viên nữ trong một đội Thế vận hội.
Cùng thời gian với lựa chọn của mình, Ruele đã được Hội đồng thể thao quốc gia Botswana bầu chọn là Giải thể thao nữ của năm. Thi đấu tại sân vận động Olympic Aquatics ở Rio vào ngày 12 tháng 8 ở nội dung 50 mét tự do nữ, cô đã hoàn thành ở vị trí thứ hai trong sức nóng của mình với thời gian 26,23 giây. Điều này có nghĩa là cô đã hoàn thành tổng thể thứ 47, và vì vậy không đủ điều kiện cho vòng tiếp theo.